# 王历畊
王历畊（常误作“王历耕”，1900年—1977年），字华田，福建省古田县大桥镇沂洋村人，泌尿外科学家，毕业于福建协和大学。
中国民主促进会成员。中国人民政治协商会议第二届全国委员会委员。